# Герб Лапландії
Герб Лапландії (швед. Lapplands vapen) — символ історичної провінції (ландскапу) Лапландії. Також використовується як елемент гербів сучасних адміністративно-територіальних утворень ленів Вестерботтен та Норрботтен.

## Історія
- Герб Лапландії використовувався під час похоронної процесії короля Густава Вази 1560 року та мав зображення двох золотих лиж. Однак на коронації короля Карла ІХ 1607 року на гербі провінції з'являється дика людина, у його зображенні з виразними м'язами і суворим виглядом обличчя. І також на церемонії похорону короля 1611 року.
- 18 січня 1884 року Таємна рада дала усім регіонам право на використання герцогської корони - шведська версія.
- Забарвлення людини спершу було чорним, потім подавалося «природним» кольором, а 1949 року визначене як червоне. До цього використовувалися різні кольори. Дикун в геральдиці є старовинним символом нецивілізованої півночі, що домінував у книгах і гравюрах XVI століття.

## Опис (блазон)
У срібному полі червона дика людина з зеленими березовими вінками на голові та на стегнах тримає правицею оперту на плече золоту довбню.

## Зміст
Герб ландскапу може увінчуватися герцогською короною.